# Andriej Krasawin
Andriej Wasiljewicz Krasawin (ros. Андрей Васильевич Красавин, ur. 5 października 1918, zm. 1979) – funkcjonariusz radzieckich służb specjalnych, generał major.

## Życiorys
Od 1939 w organach NKWD, podczas wojny ZSRR z Niemcami był starszym pełnomocnikiem operacyjnym i szefem wydziału Zarządu NKWD Leningradu i obwodu leningradzkiego, od 1946 pracownik wywiadu. 1946-1950 i 1955-1960 rezydował w krajach Europy Zachodniej, 1971-1979 kierował samodzielnym wydziałem wywiadowczym. Brał udział w wielu skomplikowanych operacjach wywiadowczych.

## Odznaczenia i nagrody
- Order Lenina
- Order Rewolucji Październikowej
- Order Czerwonego Sztandaru (dwukrotnie)
- Order Czerwonej Gwiazdy (dwukrotnie)
- Order „Znak Honoru”
- Nagroda Państwowa ZSRR (1974)